# Witold Roter
Witold Kazimierz Roter (ur. 20 września 1932, zm. 19 czerwca 2015 we Wrocławiu) – polski matematyk, specjalizujący się w geometrii różniczkowej.

## Życiorys
Witold Kazimierz Roter urodził się 20 września 1932 roku w Zabrzu-Pawłowie. Do szkoły podstawowej, a potem średniej uczęszczał w Zabrzu. Matematykę studiował na Uniwersytecie Wrocławskim – I stopień studiów w latach 1950 – 1953 oraz II stopień (zaocznie) w latach 1955 –1958. W 1958 roku uzyskał stopień magistra matematyki. W 1953 roku, po ukończeniu pierwszego stopnia studiów, otrzymał nakaz pracy jako nauczyciel w noworudzkiej Szkole Podstawowej nr 1 i w Liceum Ogólnokształcącym. Pracował tam do 1961 roku. W tym samym roku został przyjęty na etat starszego asystenta na Wydziale Matematyki, Fizyki i Chemii Uniwersytetu Wrocławskiego. 
Witold Kazimierz Roter zmarł 19 czerwca 2015 roku we Wrocławiu. Jest pochowany na Cmentarzu Osobowickim we Wrocławiu.

## Dorobek naukowy i dydaktyczny
W 1963 na Uniwersytecie Wrocławskim obronił pracę doktorską O pewnych własnościach przestrzeni rekurencyjnych i słabo-rekurencyjnych napisaną pod kierunkiem Władysława Ślebodzińskiego, habilitował się w 1974, w 1992 otrzymał tytuł profesora nauk matematycznych. Był pracownikiem Instytutu Matematycznego Uniwersytetu Wrocławskiego, gdzie pełnił funkcje - zastępcy dyrektora Instytutu Matematycznego, prodziekana Wydziału Matematyki, Fizyki i Chemii i przez wiele lat kierował Zakładem Geometrii, oraz Instytutu Matematyki Politechniki Wrocławskiej. Zestawienie jego najważniejszych prac można znaleć w Mathematical Reviews oraz Zentralblatt fur Mathematik.  
W latach 1989-1991 był prezesem Oddziału Wrocławskiego Polskiego Towarzystwa Matematycznego, w latach 1996-2004 prezesem Fundacji Stypendialnej Matematyków Wrocławskich.

## Odznaczenia i nagrody

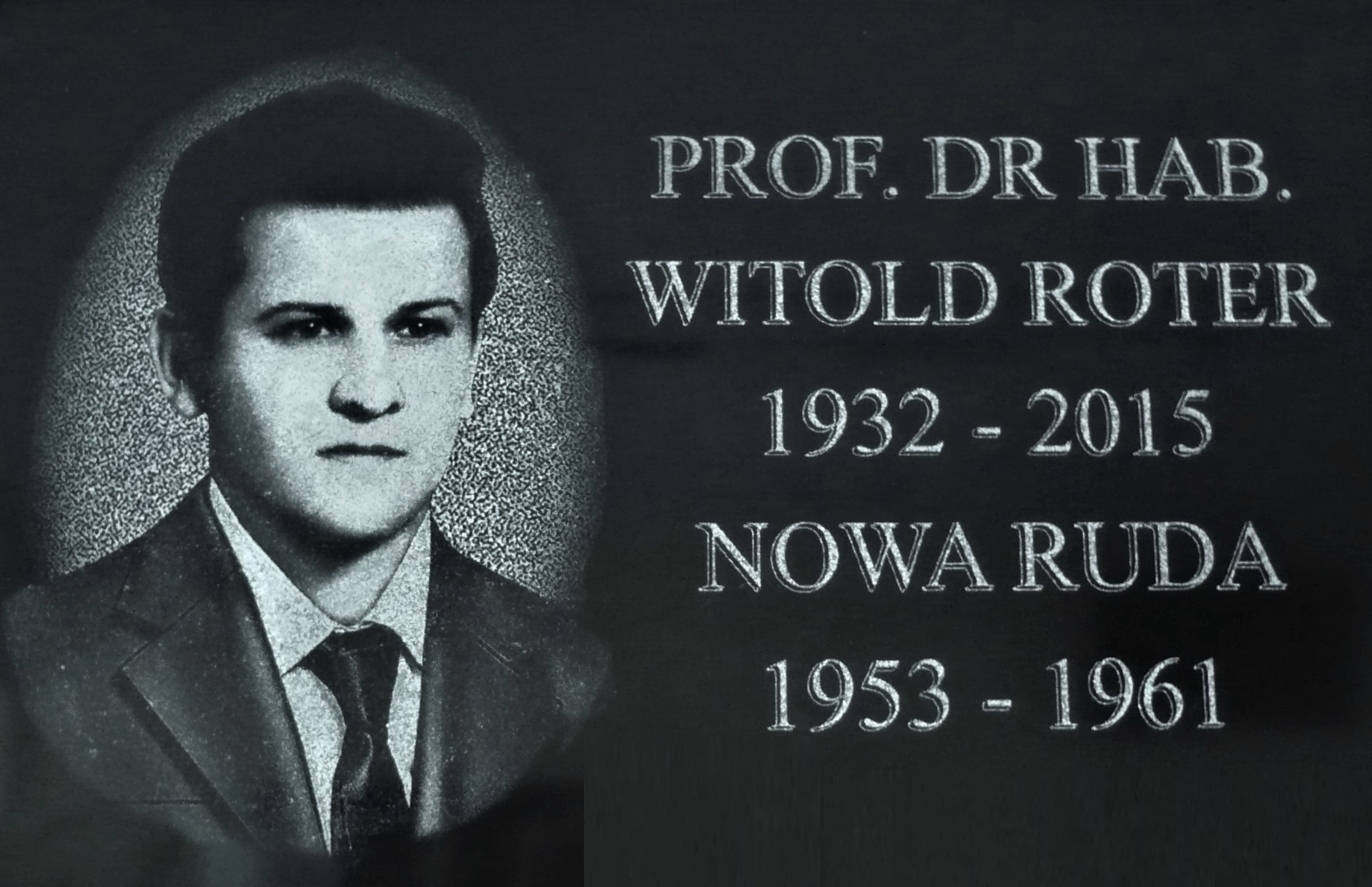
Tablica w LO w Nowej Rudzie

Za całokształt swych dokonań zawodowych odznaczony został Złotym Krzyżem Zasługi i Krzyżem Kawalerskim Orderu Odrodzenia Polski. W 1983 otrzymał Nagrodę Główną Polskiego Towarzystwa Matematycznego im. Tadeusza Ważewskiego oraz czterokrotnie nagrody Ministra.

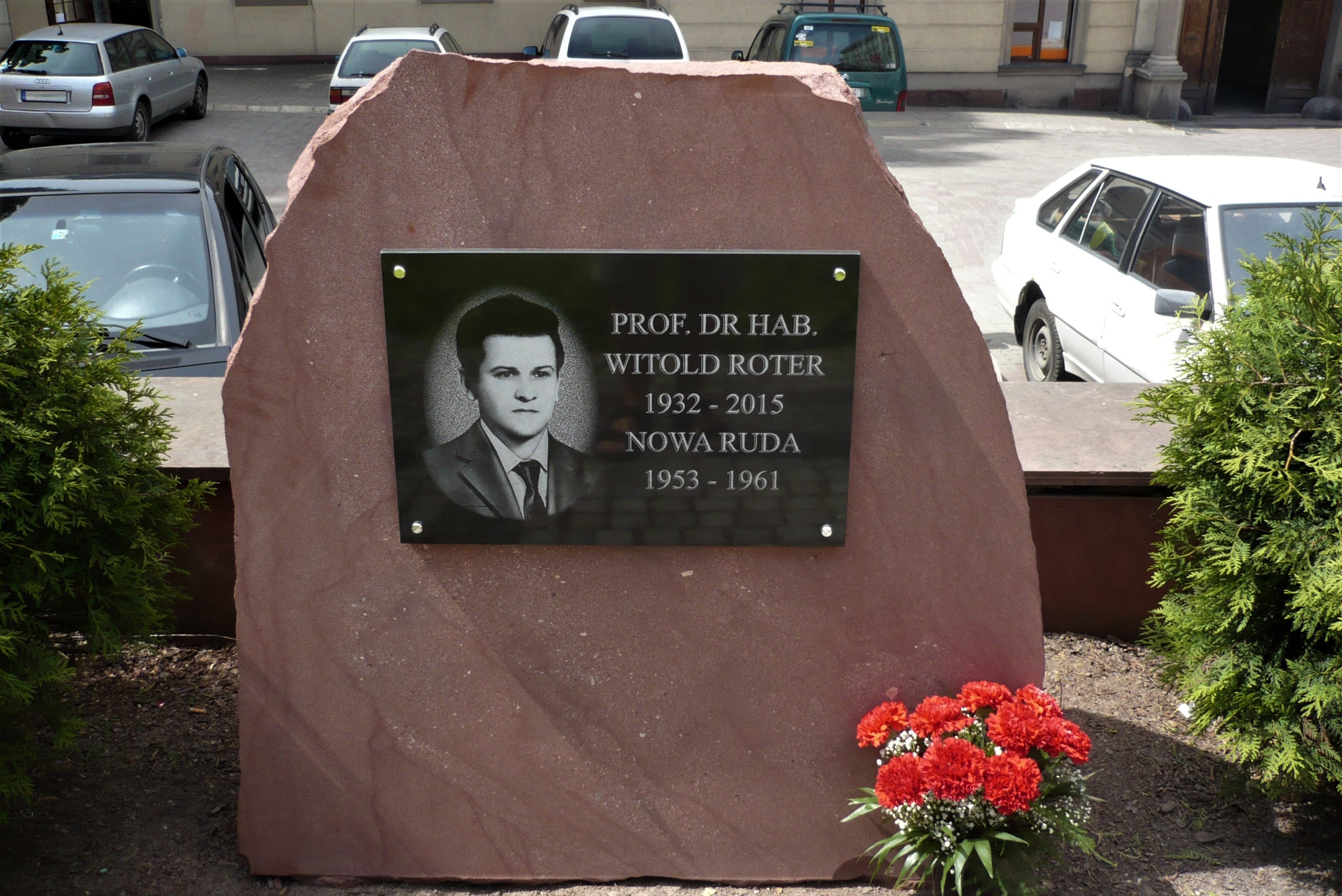
Witold Roter. Obelisk w Nowej Rudzie

2.06.2017 w Liceum Ogólnokształcącym im. Henryka Sienkiewicza w Nowej Rudzie odsłonięta została tablica poświęcona profesorowi a na skwerze przy Rynku, który otrzymał imię Witolda Rotera odsłonięto obelisk z tablicą pamiątkową.